# 国道102号
国道102号（こくどう102ごう）は、青森県弘前市から十和田市に至る一般国道である。

## 概要

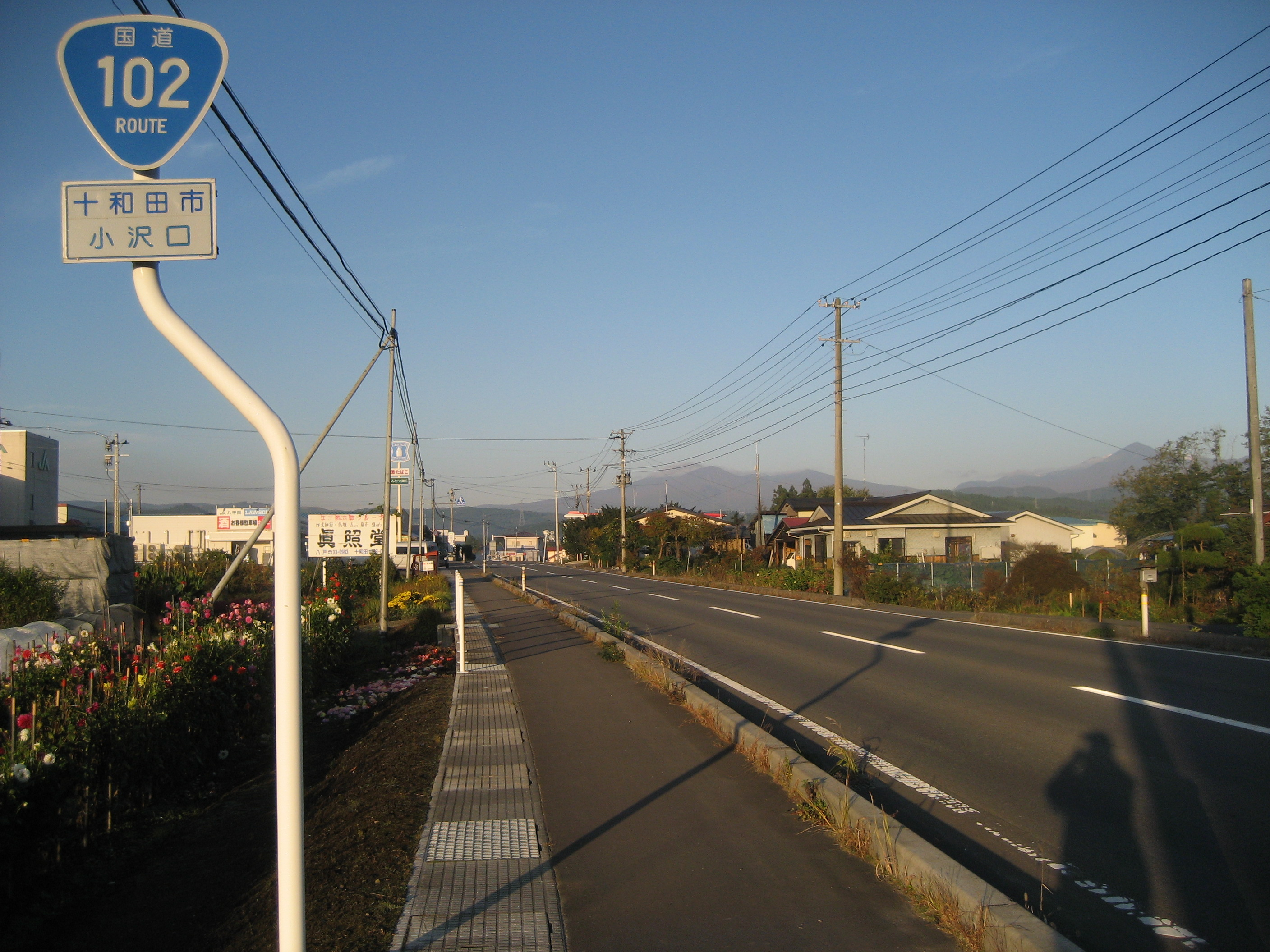
十和田市小沢口付近

青森県津軽地方の中心都市である弘前市から十和田湖を経由して南部地方内陸部の十和田市に至る一般国道の路線である。主な通過地は、黒石市と平川市の東部で、奥羽山脈越えの区間は「十和田道」ともよばれる山岳道路で、津軽側の黒石温泉郷、十和田湖北岸、南部側の奥入瀬、奥入瀬渓流温泉（旧十和田湖温泉郷）を経由する。現道に並行するバイパス道路があり、十和田市内で奥入瀬バイパス（惣辺バイパス）がある。歴史的には、1953年（昭和28年）に最初の国道指定を受けているが、現在の路線は二級国道102号弘前十和田線を前身としており、1965年（昭和40年）に一般国道102号になった。
起点で国道7号、終点側で国道4号と国道45号と連絡し、途中の黒石市内で高速自動車国道である東北自動車道とは黒石インターチェンジ (IC) で接続しており、高速道路や主要幹線国道と連絡を担う重要な幹線道路になっている。起点の弘前市・国道7号交点から黒石ICまでは、2車線から4車線（または6車線）に拡幅され、弘前黒石I.C連絡道路として地域高規格道路に指定されている。

### 路線データ
一般国道の路線を指定する政令に基づく起終点および重要な経過地は次のとおり。
- 起点：弘前市（弘前市大字高田三丁目2番地先、運動公園入口交差点 = 国道7号交点・国道339号起点）
- 終点：十和田市（十和田市大字三本木字野崎 = 国道4号・国道45号交点）
- 重要な経過地：黒石市、青森県南津軽郡平賀町[注釈 2]、同県上北郡十和田湖町[注釈 3]
- 総延長 : 114.2 km（重用区間を含む）[3][注釈 4]
- 重用延長 : 1.0 km[3][注釈 4]
- 未供用延長 : なし[3][注釈 4]
- 実延長 : 113.3 km[3][注釈 4]
  - 現道 : 102.3 km[3][注釈 4]
  - 旧道 : 3.3 km[3][注釈 4]
  - 新道 : 7.7 km[3][注釈 4]
- 指定区間：なし[4]

## 歴史
国道指定当初は、八戸市から現在の国道45号により上北郡三本木町に至り、同町から弘前市までは概ね現在と同等の経路をたどるものであった。1963年（昭和38年）に八戸市から十和田市の区間が一級国道45号への昇格に伴い、残余区間である十和田市から弘前市の区間は起終点を交換し、新たに二級国道102号弘前十和田線（弘前市 - 十和田市）として指定された。

### 年表
- 1953年（昭和28年）5月18日 - 二級国道102号八戸弘前線（八戸市 - 弘前市）として指定施行[5]。
- 1963年（昭和38年）4月1日 - 八戸市 - 十和田市が、二級国道111号とともに一級国道45号として指定施行（昇格）[6]。残余区間は起終点を交換して新たに二級国道102号弘前十和田線（弘前市 - 十和田市）として指定施行[7]。
- 1965年（昭和40年）4月1日 - 道路法改正により一級・二級区分が廃止されて一般国道102号として指定施行[2]。

## 路線状況

### バイパス

#### 弘前黒石IC連絡道路
弘前黒石IC連絡道路（ひろさきくろいしインターチェンジれんらくどうろ）は、弘前市の起点から黒石市の東北自動車道黒石ICに至る延長11 kmのバイパス道路の総称である。1994年（平成6年）に地域高規格道路候補路線への指定を受け、全線が4車線（市街地は6車線）に整備された。全線が調査区間に指定されたのは 1995年（平成7年）8月23日であるが、整備区間に指定された時期の違いから、弘前市から南津軽郡尾上町（現在の平川市）の起点側3.6 kmは弘前尾上（ひろさきおのえ）道路として、同町から黒石市の終点側7.4 kmは尾上黒石（おのえくろいし）道路としてそれぞれ整備された。
バイパス道路としては、1977年（昭和52年）10月1日に弘前市松森町から同市高田間が開通した後、東北自動車道黒石ICの開通に合わせて弘前市から黒石市にかけて1986年（昭和61年）7月19日に開通した黒石バイパスを起源としている。当時は全線が暫定2車線での供用であったが、弘前尾上道路は1996年（平成8年）8月20日に整備区間に指定されて1997年（平成9年）度から、尾上黒石道路は1998年（平成10年）12月18日に整備区間に指定されて1999年（平成11年）度から地域高規格道路として4 - 6車線化に向けた事業をそれぞれ開始し、弘前尾上道路は2000年（平成12年）4月に完成し、尾上黒石道路も工事を進め、最後に残された2.4 km区間が2004年（平成16年）11月5日に供用を開始したことで全線が4 - 6車線として完成した。

#### 惣辺バイパス
惣辺バイパス（そうべバイパス）は、十和田市の焼山（やけやま）から惣辺および青橅山（あおぶなやま）を経由して子ノ口（ねのくち）に至るバイパス道路の総称である。国道102号および国道103号に跨がって3区間からなり、2009年現在は第1期の奥入瀬バイパスが供用中、第2期の青橅山バイパスが計画中、第3期の焼山 - 惣辺は名称が決定されていない。本項では惣辺バイパスの概要と奥入瀬バイパスについて述べる。青橅山バイパスは国道103号#バイパスを参照のこと。
本バイパスが建設された背景として、現道に沿って流下する奥入瀬渓流とその周辺は十和田八幡平国立公園に指定されており、行楽シーズンになると多くの観光客が主に自動車で足を運び、都市間を結ぶ幹線道路であることから通過交通も入り乱れ、観光地として駐車場が少ないことから自動車が溢れて渋滞をひき起していた。また、奥入瀬川に沿って設けられた歩道は何度か道路を横断せねばならず、安全性に対しても疑問視されていた。さらに、その中でも奥入瀬渓流は厳格に保護を図る特別保護地区に指定されているが、日本全国に30ある国立公園のうち、特別保護地区の核心を国道が通過することは唯一かつ特異な事例として、排気ガスによる自然への影響を問題視してきた。また、沿線では倒木や土砂災害が頻発しており、代替路としての役割を担うこととした。

##### 奥入瀬バイパス
奥入瀬バイパス（おいらせバイパス）は、十和田市大字奥瀬字惣辺から同市大字奥瀬字青橅山に至る延長7.7 kmのバイパス道路である。1997年（平成9年）に供用を開始した。

### 重複区間
- 国道454号（平川市小国 - 平川市切明）
- 国道103号（十和田市・子ノ口交差点 - 十和田市・焼山交差点）

### 道路施設

#### 道の駅
- いなかだて（弥生の里）（南津軽郡田舎館村）
- 虹の湖（黒石市）
- 奥入瀬（十和田市）

### 交通規制

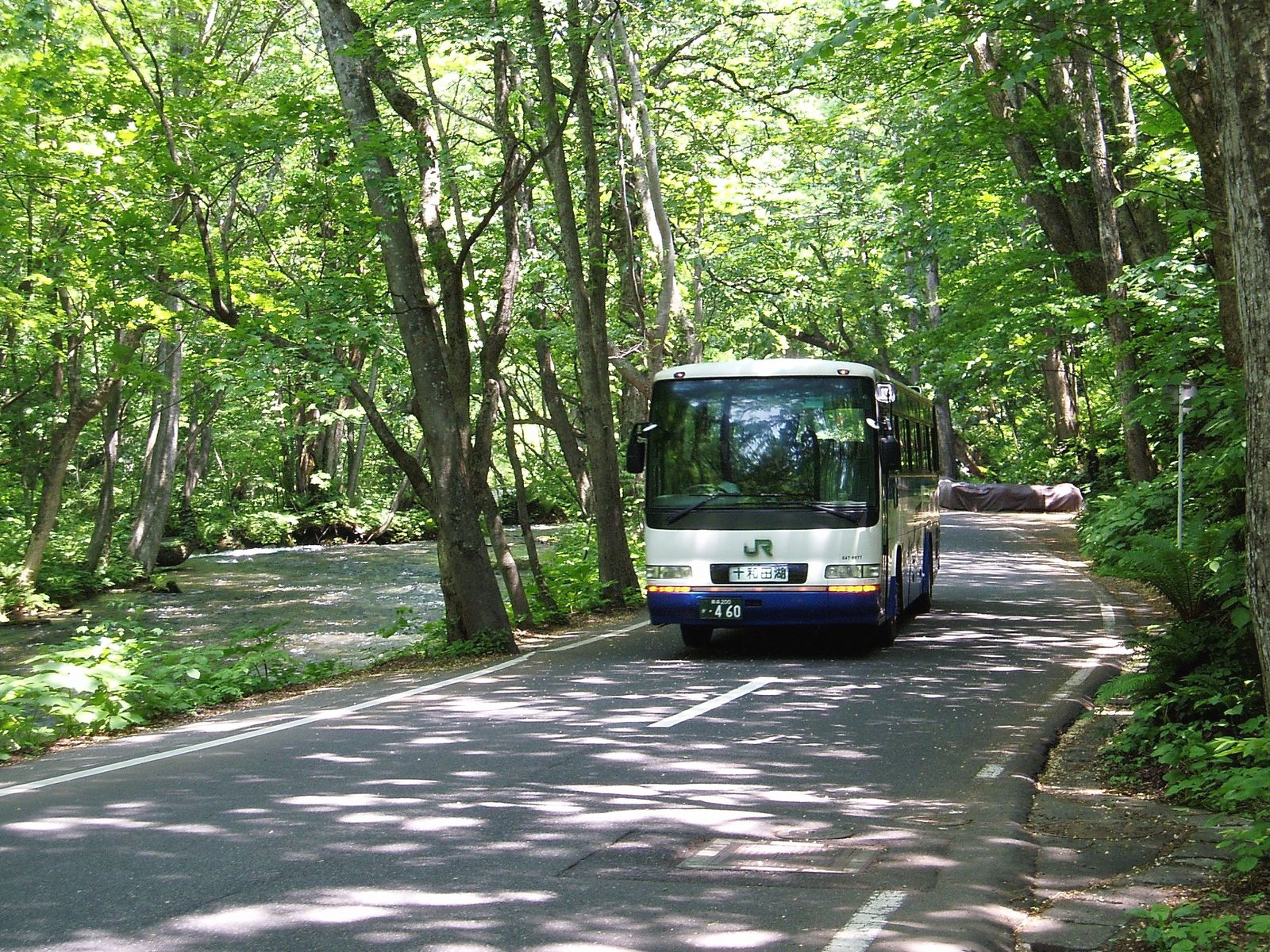
奥入瀬渓流

#### 紅葉シーズン
国や青森県、十和田市などにより奥入瀬渓流利用適正化協議会が組織されており（奥入瀬渓流エコツーリズムプロジェクト）、例年10月下旬に青森県によってマイカー交通規制が行われている。
2008年までは10月第3土曜とその翌日に規制が実施された。2020年および2021年は新型コロナウイルスの感染状況から実施されなかった。
2022年からは国土交通省青森河川国道事務所もマイカー規制（10月24日 - 26日）を実施するとしており、青森県県土整備部のマイカー規制（10月27日 - 30日）とともに実施期間は計7日間となる。

#### 冬期閉鎖区間
次の区間で冬期閉鎖を実施。時期は2011年 - 2012年実績による。
| 区間                            | 期間                   | 備考                                                       |
| ------------------------------- | ---------------------- | ---------------------------------------------------------- |
| 平川市温川 - 十和田市惣辺       | 11月下旬 - 翌年4月上旬 | 平川市温川ゲート - 国道454号交点 - 青橅山 - 奥入瀬バイパス |
| 十和田市青橅山 - 十和田市子ノ口 | 11月下旬 - 翌年4月下旬 |                                                            |

## 地理
八甲田山から奥入瀬渓流を経て十和田湖を行く十和田八幡平国立公園の中に道路が通る。日本全国で昭和初期から推進された河水統制事業と関係のある地を通過する。虹の湖を形成する浅瀬石川ダムやカルデラ湖の十和田湖である。浅瀬石川ダムは、かつて同事業により日本で初めて着工された沖浦ダムをさらに水没させたダムである。十和田湖も同事業によって三本木原（十和田市）をはじめとした開拓地への灌漑や、電源開発を目的とした開発が計画されていた。

### 通過する自治体
- 青森県
  - 弘前市 - 平川市 - 南津軽郡田舎館村 - 黒石市 - 平川市 - 黒石市 - 平川市 - 十和田市 - 平川市 - 十和田市

### 交差する道路
- 国道7号（弘前市・運動公園入口交差点）
- 東北自動車道黒石IC
- 国道394号（黒石市・南中野交差点）
- 国道454号（平川市小国、平川市切明）
- 国道103号（十和田市・子ノ口交差点、焼山交差点）
- 国道4号・国道45号（十和田市大字三本木字野崎）